# Разумовка (Кировоградская область)
Разумо́вка (укр. Розумівка) — село в Александровской поселковой общине Кропивницкого района Кировоградской области Украины.
До 2020 года входило в Александровский район
Расположено на реке Болтышка (приток Тясмина).
Население по переписи 2001 года составляло 833 человека. Почтовый индекс — 27336. Телефонный код — 5242. Код КОАТУУ — 3520585501.
Достопримечательность села — Крестовоздвиженская церковь-усыпальница — памятник русского классицизма первой половины XIX века. В ней похоронены герой русско-французской войны 1812 года Раевский, Николай Николаевич и его внук Раевский, Николай Николаевич.